# 宋容慧
宋容慧（中国朝鲜语：／，1992年7月25日—），中国棋院围棋职业五段棋手， 第一届世界智力运动会女子围棋个人比赛冠军。

## 生平
宋容慧1992年7月25日出生于黑龙江省哈尔滨市，朝鲜族，曾师从黑龙江职业棋手朱燕铭、陈兆峰。2005年2月进北京岳权（岳亮权孝珍）围棋道场学习。2006年全國體育大會上获得大众组比赛团体金牌。2006年获全国围棋个人赛女子冠军。2008年10月连胜朴智恩和李玟真等，夺得第一届世界智力运动会女子围棋个人比赛金牌。同年11月至2009年1月在第七届正官庄杯上六连胜。2010年获得广州亚运会围棋女团银牌、混双银牌。2011年获第二届全国智力运动会围棋专业（职业）女子个人冠军。